# Schöppenstedt

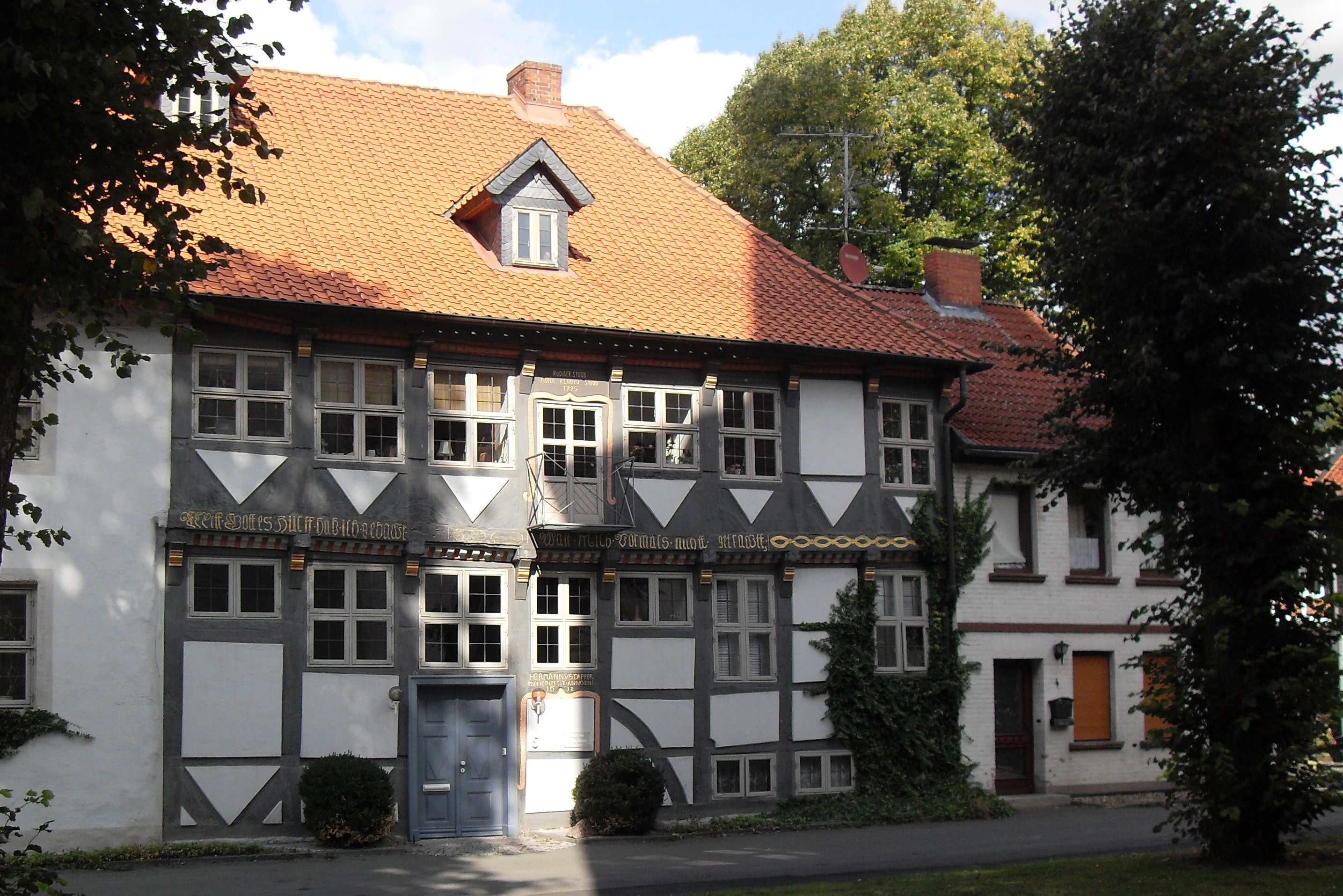
Fachwerkhaus nahe der St.-Stephanus-Kirche

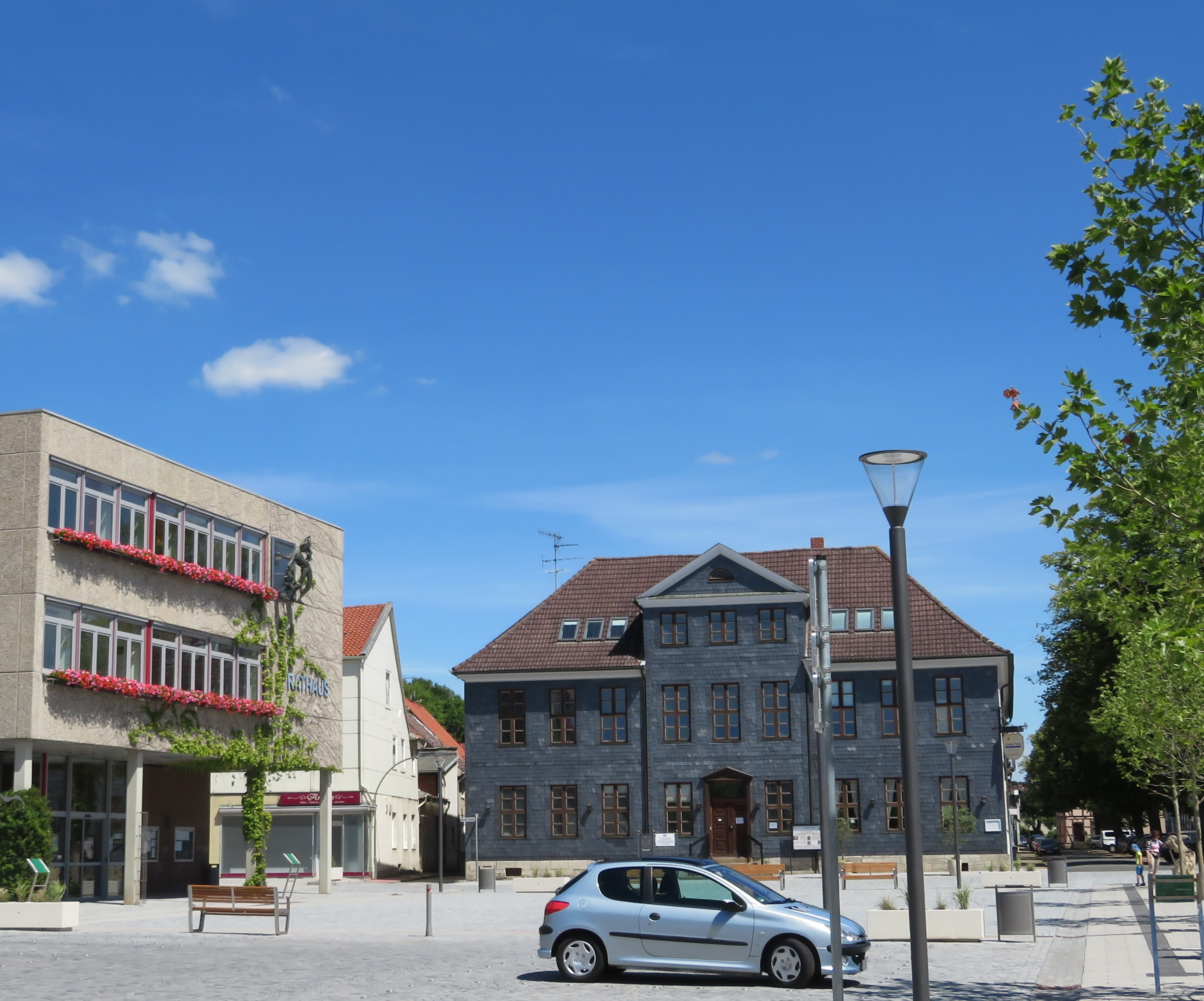
Marktplatz

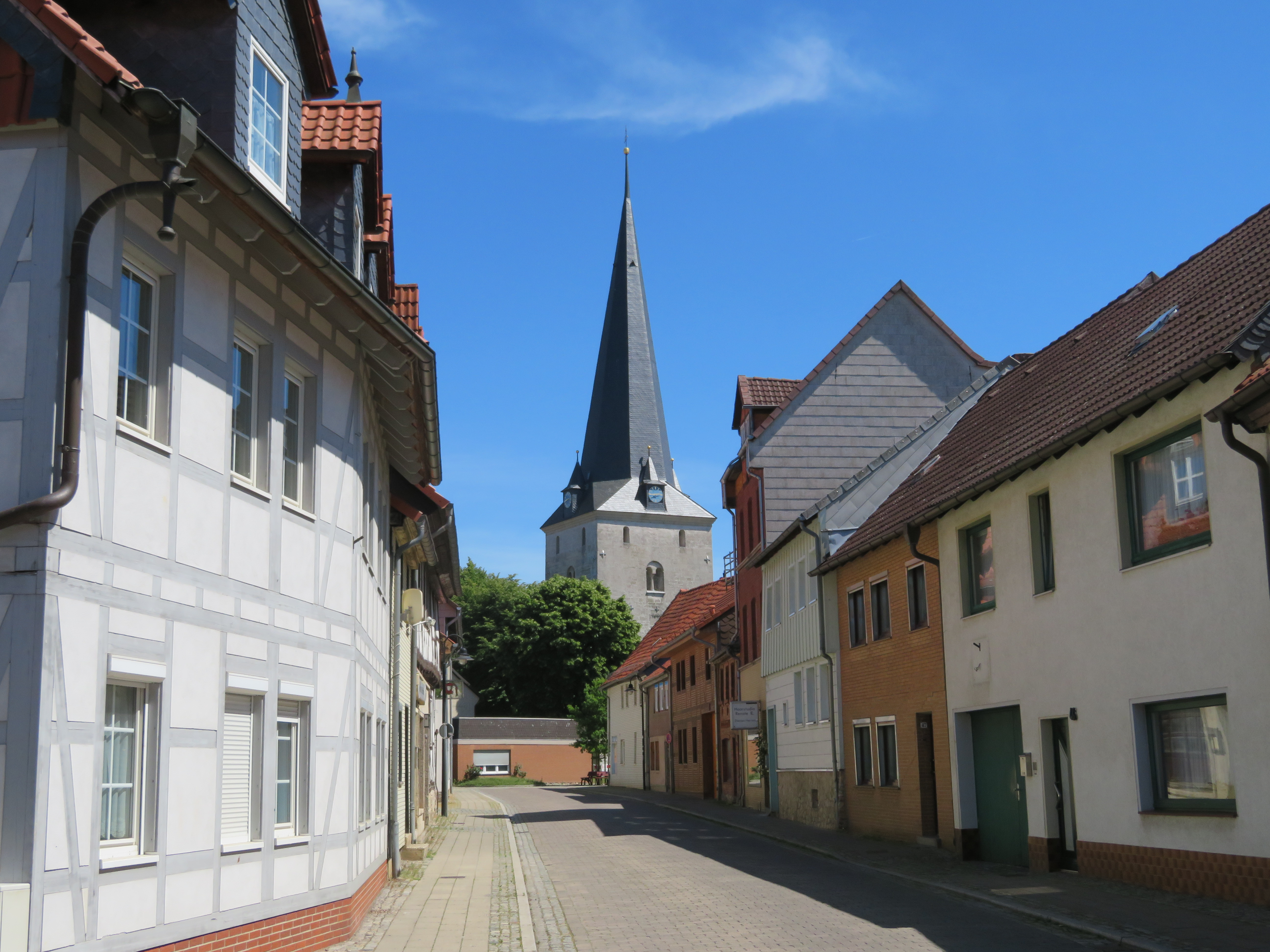
Braunschweiger Straße mit St.-Stephanus-Kirche

Schöppenstedt ist eine Stadt im Landkreis Wolfenbüttel in Niedersachsen. Sie ist eine Mitgliedsgemeinde und der Verwaltungssitz der am 1. Januar 2015 gegründeten Samtgemeinde Elm-Asse.

## Geografie
Das Stadtgebiet liegt im Übergang von norddeutscher Tiefebene ins mitteldeutsche Bergland (Mittelgebirge) zwischen den Höhenzügen Elm und Asse in der Schöppenstedter Mulde.
Ortsteile der Stadt Schöppenstedt und ihre Einwohnerzahl:
| Ortsteil                      | Einwohner |
| ----------------------------- | --------- |
| Schöppenstedt (mit Küblingen) | 4.589     |
| Sambleben                     | 379       |
| Eitzum                        | 362       |
| Schliestedt                   | 296       |
| Stadt Schöppenstedt           | 5.626     |

(Stand: 30. September 2024)

## Geschichte
Schöppenstedt liegt auf sehr altem Siedlungsboden. Die Umgebung ist reich an Spuren der Bandkeramischen Kultur. Die außerordentliche Fruchtbarkeit der Mulde, in der der Ort an der einst schiffbaren Altenau (früher: „Nette“) liegt, und die Lage an wichtigen alten Straßen (Rhein-Elbe-Straße; südlicher Dietweg am Elm) und bedeutsamen Verbindungswegen (von Braunschweig und Wolfenbüttel nach Schöningen) haben zur Entwicklung beigetragen.
Die Anfänge der Besiedlung liegen noch im Dunkeln. Möglicherweise hat auch hier ein fränkischer Königshof bestanden. Das Westendorf, wo bis ins 16. Jahrhundert eine Peterskapelle stand, könnte der Platz ältester Ansiedlungen gewesen sein. Auf jeden Fall gehört Schöppenstedt mit zu den ersten kirchlichen Mittelpunkten des Bistums Halberstadt, denn die Stephanskirche war eine der 35 vor 827 gegründeten Urkirchen des Bistums, die sich später zu Archidiakonatskirchen entwickelten. Schöppenstedt war bis 1542, dem Einführungsjahr der evangelisch-lutherischen Religion, ein Archidiakonatssitz des Bistums Halberstadt.
Sicher ist Schöppenstedt auch eine alte Gerichtsstätte gewesen (1326 zuerst bezeugt). Die erste urkundliche Erwähnung des Ortes erfolgte 1051 unter dem Namen „Sciphinstete“, der wahrscheinlich von scep (Schiff) abgeleitet ist und auf die Schiffbarkeit der Altenau hinweisen sollte. Die Gegend wurde früher als Darlingau bezeichnet, allerdings ist die Bedeutung dieses Namens nicht geklärt. Alt-Schöppenstedt gehört zu den Dörfern, die noch 1332 als „villa“ bezeichnet, durch landesherrliche Verfügung zum Marktflecken erhoben wurde. 1259 und 1260 wurde der Ort als „Sceptenstede“ erwähnt. Die Stadtrechte wurden Schöppenstedt 1474 verliehen. Schöppenstedt war seit dem 15. Jahrhundert den übrigen Städten des Landes gleichgestellt.
1583 verlieh Herzog Julius die Braugerechtigkeit. Das Brauwasser wurde dem Fluss Nette entnommen. Dies weckte den Neid der Braunschweiger, die die Stadt am 14. Mai 1602 überfielen und verwüsteten. 1667 wurde auf dem Markt, unmittelbar an der Nette, ein steinernes Brauhaus errichtet, in dem die Einheimischen ihre Mumme brauten. In der „Rotte“ nahe der Waldmühle wurde Flachs als Rohstoff für Leinen angebaut, das „An der Bleiche“ in Küblingen gebleicht wurde.
Zur Entwicklung des Postwesens in Schöppenstedt siehe: Postroute Braunschweig-Helmstedt-Magdeburg

### Stadt der Streiche
Bekannt wurde Schöppenstedt als die Stadt der Streiche. Erwähnt wurden diese zuerst 1619 in einer von einem unbekannten ehemaligen Schöppenstedter Schulmeister verfassten Handschrift, die die Dänische Königliche Bibliothek in Kopenhagen aufbewahrt. Die Sammlung enthält drei Streiche, die von einem entlaufenen Dieb, einer vergeblichen Wolfsjagd und der Samtmütze des Bürgermeisters handeln. Allerdings fügt der Verfasser hinzu, dass lächerliche Streiche „teils den Schildbürgern, teils den Hirschauern, teils den Schöppenstedtern zugeschrieben werden“. In der Tat kommen gerade die bekanntesten Streiche in älteren Schwanksammlungen vor. So findet sich zum Beispiel die Geschichte von dem Bullen, der das Gras abweiden soll, in ähnlicher Form auch in den 1597 bzw. 1598 erschienenen Volksbüchern von den Lalen und Schildbürgern. Umso mehr interessiert die Frage, wie die Schöppenstedter in den Ruf gekommen sein mögen, ähnlich wie die Einwohner von Schilda, Buxtehude, Krähwinkel oder Fünsing, närrische Leute zu sein. Die Ursache dafür liegt möglicherweise darin, dass die auf ihr Mummebier sehr stolzen Braunschweiger die Konkurrenz der tüchtigen Schöppenstedter Bierbrauer fürchteten und versuchten, die Bürger dieser Stadt lächerlich zu machen. Einen Hinweis darauf geben die erhaltenen Spottverse der Braunschweiger und Schöppenstedter anlässlich einer Fehde im Jahre 1602, die mit einem Überfall der Braunschweiger auf das wehrlose Städtchen und einer Vernichtung der dortigen Braueinrichtungen endete.
Auch unter diesem Aspekt lag die Einrichtung des Till-Eulenspiegel-Museums nahe.

### Brandkatastrophen
Im Laufe der Jahrhunderte wurde Schöppenstedt von mehreren Bränden heimgesucht, so 1578, als allein 71 Wohnhäuser zerstört wurden. Im Dreißigjährigen Krieg wurde Schöppenstedt zuerst von den kaiserlichen Truppen, dann von den Dänen und dann wieder von den Kaiserlichen gebrandschatzt. Dem großen Brand von 1743 fielen über hundert Häuser zum Opfer. Er entstand beim Pflaumenmus-Kochen in einer Schmiede. Danach begann die Zeit von Karl-August Funcke, der im Zusammenwirken mit Herzog Carl I. (Regierungszeit: 1735–1780) für den Neuaufbau und die Einführung einer Brandkasse sorgt. So wurden zum Brandschutz die Stroh- durch Ziegeldächer ersetzt – eine Maßnahme, die nicht überall auf Gegenliebe stieß. 1749 sollen bereits 208 Wohnungen wiederhergestellt worden sein. Am 8. Juli 2012 brannte nach einer Explosion der Rewe-Supermarkt bis auf die Grundmauern nieder.

### Kreuzung mehrerer Handelsstraßen
Schöppenstedt hatte als Knotenpunkt wichtiger Handels- und Heerstraßen
- von Magdeburg über Schöningen zur Königspfalz Werla,
- von Braunschweig über Wolfenbüttel nach Schöningen und
- von Goslar über Hornburg nach Schöningen und Helmstedt

große Bedeutung gewonnen. Im Spätmittelalter war es eine herzogliche Zollstätte. Durchreisende Kaufleute begünstigten die Entwicklung des Ortes, der Anreize genug für Handwerker und Krämer bot, sich hier niederzulassen.

### Befestigung
Eine Stadtmauer wie Schöningen und Königslutter hat Schöppenstedt niemals besessen. Dafür bestand eine Heckenbefestigung, die aus einem bis zu 2,50 Meter hohen Wall, Hecke und Graben gebildet war und wohl aus militärischen Gründen angelegt worden war. Die Namen von sechs Toren sind überliefert: Stobentor (im Westen, am Ende der Stobenstraße), Twelkentor (im Norden an der Braunschweiger Straße), Küblinger Tor (am nördlichen Ende der Jasperstraße, nördlich der Altenau), Küblinger Pforte (am südlichen Ende der Jasperstraße, südlich der Altenau), Hohes Tor (am südlichen Ende der Steinstraße), Neues Tor (an der Neuen Straße an der Ecke der heutigen Bahnhofstraße). Die Abtragung der Wälle und Tore im Jahr 1750 und die Errichtung von 15 Häusern zwischen dem Twelken- und Stobentor trugen zur Entwicklung der Stadt bei.

### Eingemeindungen
Ein Anwachsen des Ortes erfolgte vor allem durch die Aufnahme der Einwohnerschaft der umliegenden Dörfer Twelken (im Norden), Allum (im Süden) und Neindorf (im Westen). Die bekannte Twelkenmühle ist das letzte Anwesen des gleichnamigen Dorfes, dessen Kirchturm, im 18. Jahrhundert abgetragen, für den Brückenbau verwendet wurde. Allum, das kleinste Dorf wenige hundert Meter an der Straße nach Uehrde gelegen, muss bereits um 1300 von seiner Bevölkerung verlassen worden sein. Neindorf wird 1491 als „wüst“ bezeichnet. Es lag zu beiden Seiten des Feldweges von Berklingen nach Bansleben, und die Kuckucksmühle ist das letzte verbliebene Haus auf der Bansleber Seite. Mittelpunkt des Fleckens wurde der Markt, an dem einst außer dem Rathaus auch das Backhaus, das Wachthaus und das schon erwähnte städtische Brauhaus standen. 1861 zählte Schöppenstedt 2777 Einwohner, und 1905 lag die Einwohnerzahl bei 3583. Erwähnenswert ist der seit 1929 eingemeindete Ortsteil und ehemalige Wallfahrtsort Küblingen, der auf eine weit über 1000-jährige Geschichte zurückblicken kann.
Am 1. März 1974 wurden die damaligen Gemeinden Eitzum, Sambleben und Schliestedt in die Stadt Schöppenstedt eingegliedert.

### Einwohnerentwicklung
| Jahr | Einwohner |
| ---- | --------- |
| 1821 | 3621      |
| 1848 | 4192      |
| 1871 | 4421      |
| 1885 | 4989      |
| 1905 | 5051      |
| 1925 | 4454      |
| 1933 | 4524      |
| 1939 | 4684      |
| 1946 | 7601      |
| 1950 | 8109      |

| Jahr | Einwohner |
| ---- | --------- |
| 1956 | 7476      |
| 1961 | 6979      |
| 1970 | 6363      |
| 1987 | 5769      |
| 1989 | 5731      |
| 2010 | 5360      |
| 2011 | 5445      |
| 2012 | 5392      |
| 2013 | 5374      |
| 2014 | 5410      |

| Jahr | Einwohner |
| ---- | --------- |
| 2015 | 5606      |
| 2016 | 5561      |
| 2017 | 5559      |
| 2018 | 5474      |
| 2019 | 5477      |
| 2020 | 5484      |

Die Daten wurden den Veröffentlichungen des niedersächsischen Landesamtes für Statistik entnommen. Diese beziehen sich auf das heutige Gebiet der Stadt, d. h. sie beinhalten die eingemeindeten Ortsteile Eitzum, Küblingen, Samtleben und Schliestedt.
Ohne die später eingemeindeten Ortsteile hatte Schöppenstedt im Jahre 1890 3443 Einwohner, 1925 3025, 1933 3109 und 1939 3739 Einwohner.

## Religion

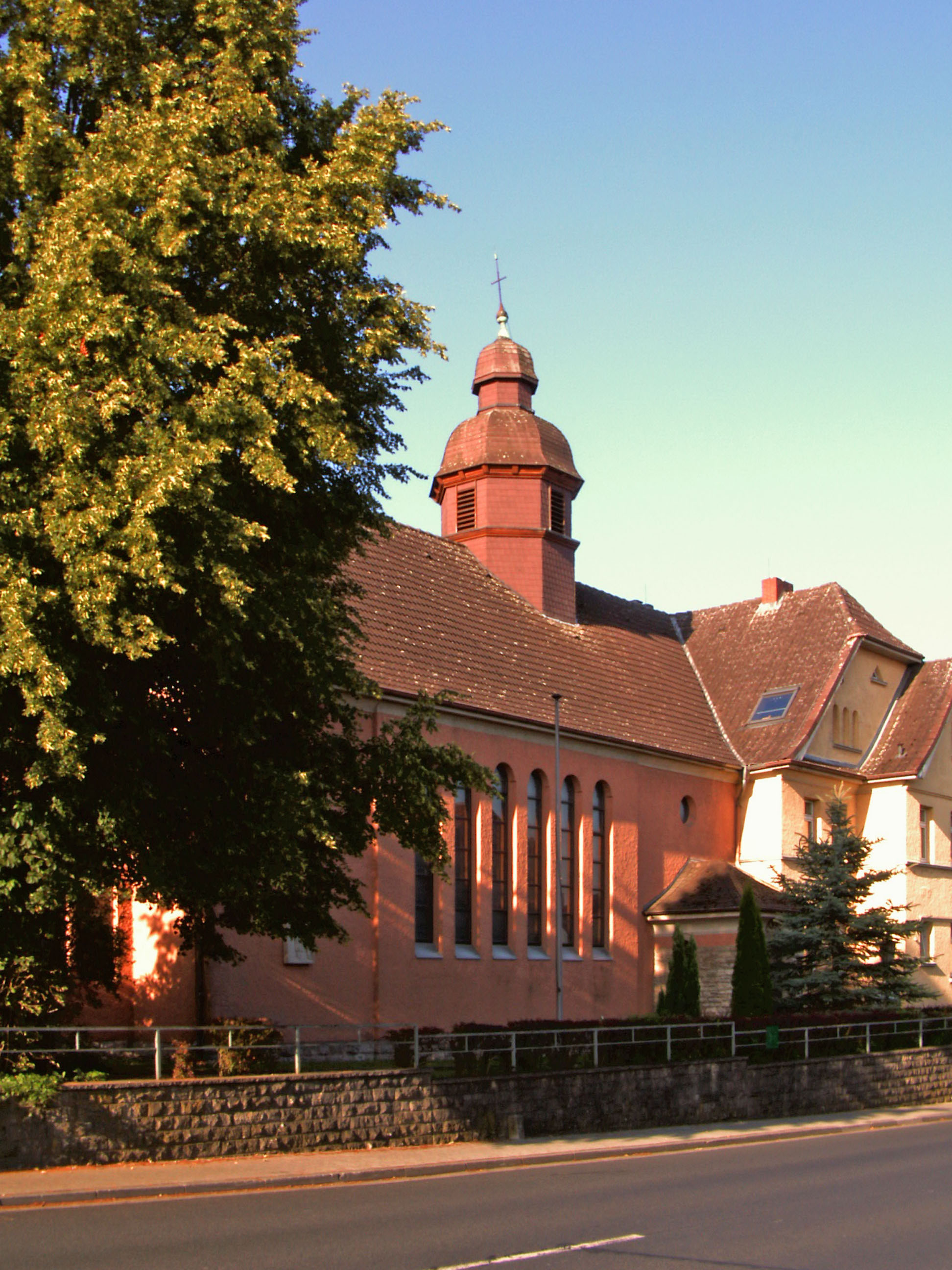
Katholische Kirche

Schöppenstedt ist Sitz einer gleichnamigen evangelisch-lutherischen Propstei, sie gehört zur Landeskirche in Braunschweig. In der Stadtmitte von Schöppenstedt befindet sich die Kirche St. Stephanus (siehe „Kultur und Sehenswürdigkeiten“), die eingemeindeten Orte Eitzum, Küblingen, Sambleben und Schliestedt verfügen ebenfalls über evangelische Kirchen.
Die katholische Kirche St. Joseph wurde 1926/27 erbaut. Zuvor bestand eine 1920 errichtete Notkirche in Schöppenstedt, nachdem bereits ab 1908 in einem Gasthaus katholischer Gottesdienst gehalten worden war. Zur Pfarrei St. Joseph gehörte auch die 1951 errichtete Kirche Maria vom Frieden in Groß Vahlberg, sie wurde 1997 geschlossen. Seit 2006 gehört die Kirche St. Joseph zur Pfarrgemeinde St. Petrus in Wolfenbüttel.
1929 wurde eine neuapostolische Gemeinde in Schöppenstedt gegründet, erst 1973 erhielt sie eine eigene Kirche (Hinter der Bahn 2B). Am 12. September 2007 wurde in Schöppenstedt der letzte Gottesdienst gehalten, und die zum Bezirk Braunschweig gehörende Kirche wurde geschlossen. Die nächstgelegene neuapostolische Kirche befindet sich heute im 14 Kilometer entfernten Schöningen.

## Politik

### Rat der Stadt
Der Rat der Stadt Schöppenstedt setzt sich aus 16 Mitgliedern zusammen. Die Ratsmitglieder werden durch eine Kommunalwahl für jeweils fünf Jahre gewählt.
Bei der Kommunalwahl 2021 ergab sich folgende Sitzverteilung:
| Rat der Stadt 2021Insgesamt 16 Sitze - SPD: 9 - Grüne: 1 - CDU: 6 | Ratswahl 2021Wbt.: 58,17 % 6050403020100 55,83 %34,36 %9,81 % SPDCDUGrüne |

Der Stadtrat setzte sich nach der Wahl 2016 wie folgt zusammen:
- SPD: 10 Sitze
- CDU: 5 Sitze
- Grüne: 1 Sitz (1 Sitz unbesetzt)

### Bürgermeister
Bürgermeisterin ist seit Mai 2020 Andrea Föniger (SPD). Zuvor war Karl-Heinz Mühe (SPD) ab 1991 Bürgermeister.

### Wappen
| | Blasonierung: „In Rot auf blauen Wellen, ein silberner (weißer) Kahn, in dem ein blaubewehrter goldener (gelber) Löwe mit erhobener Vorderpranke steht.“ |
| Wappenbegründung: Das 1905 verliehene Wappen ist abgeleitet von einem Siegel aus dem späten 15. Jahrhundert. Der Löwe bezieht sich auf die frühere Herrschaft der Herzöge von Braunschweig-Wolfenbüttel. Das Schiff (niederdeutsch: Schöpp) steht redend für den Ortsnamen und weist ferner auf die früher schiffbare Altenau hin, an der die Stadt liegt. | |

### Banner und Flagge
|  | 00Banner: „Das Banner ist rot-gelb längsgestreift mit dem aufgelegten Wappen oberhalb der Mitte.“ |
|  | 00Hissflagge: „Die Flagge ist rot-gelb quergestreift mit dem Wappen in der Mitte.“                |

## Kultur und Sehenswürdigkeiten

### Theater und Museen
Das Till-Eulenspiegel-Museum erweist dem mittelalterlichen Schalk Till Eulenspiegel, der um 1300 in Kneitlingen am Elm geboren worden sein soll, Reverenz.
Jährlich wird das Museum von rund 8000 Gästen aus dem In- und Ausland besucht.

### Bauwerke
Wahrzeichen der Stadt ist die 1234 erstmals erwähnte St.-Stephanus-Kirche mit dem bekannten schiefen Turm aus dem 12. Jahrhundert, der im Innern an einer 3 m hohen steinernen Säule merkwürdige Darstellungen von Tiergestalten und Menschenköpfen enthält, darunter Wotan mit seinen Raben, der Fenriswolf, die Midgardschlange und der Weltesche Ekdrasül (Schwarz-weiß-Abbildung). Diese geschmückte Säule wurde möglicherweise bei Einführung des Christentums als Denkmal alten Götterglaubens errichtet – die Ornamente könnten auf die Zeit zurückgehen, in der Schöppenstedt erstmals urkundlich erwähnt wird (1051). Ob das Turmgewölbe, welches wohl von dieser Säule getragen wurde, eine Kapelle war, oder ob in einen vorhandenen Wehrturm eine Kapelle eingebaut wurde, ist nach wie vor umstritten. Möglicherweise wurde eine erste Kirche an dieser Stelle durch den Halberstädter Bischof Hildegrim I. von Chalons (gestorben 827) gegründet, allerdings stammt der heutige Barockbau der Kirche aus den Jahren 1730–1758, und seit 1758 wurden an der Kirche – von originalgetreuen Renovierungen abgesehen – keine baulichen Veränderungen mehr vorgenommen. Vor dem Fachwerkgebäude des Gemeindehauses wurden drei Glocken aufgestellt, die in ihrer Gesamtheit ein Kriegerdenkmal bilden.
Für die zweite Deutung spricht die alte Bezeichnung „Bollwerk“. Am 8. Dezember 1999 schlug der Blitz in 63 Meter Höhe ein. Der Turmhelm fing erst nach Stunden Feuer und brannte bis auf den steinernen Kranz ab. Da die Schöppenstedter ihren schiefen Turm wiederhaben wollten, wurde eine Bürgerinitiative und der Verkauf von Turmaktien organisiert, die schließlich auch zum Kauf neuer Glocken beitrugen, die die ohnehin ausgedienten Glocken von 1923 und 1953 ersetzten.
Das ehemalige Amtsgericht Schöppenstedt wurde im Jahre 1860 erbaut. Es steht unter Denkmalschutz und dient heutzutage als Wohnraum. Zurzeit befindet sich das Gebäude in privater Hand. Der Bahnhof Schöppenstedt an der 1839 eröffneten Eisenbahnstrecke von Wolffenbüttel nach Magdeburg steht ebenfalls unter Denkmalschutz. Erhalten ist auch der Nordbahnhof der 1901 eröffneten Braunschweig-Schöninger Eisenbahn, der nach der Stilllegung der Strecke 1971 zu einem Wohnhaus umgebaut wurde. Im Zentrum der Stadt, z. B. in der Braunschweiger Straße, Hinterstraße und an der St.-Stephanus-Kirche, sind noch verschiedene Fachwerkhäuser erhalten, von denen der 1612 erbaute und unlängst renovierte Sitz der Halberstädter Archidiakonen – Schöppenstedt gehörte zeitweise zum Bistum Halberstadt – eines der bekanntesten ist.
Die 1328 erstmals urkundlich erwähnte Wallfahrtskirche St. Marien im östlichen Stadtteil Küblingen war ein mittelalterlicher Wallfahrtsort. Der romanische Kirchturm mit den an Schießscharten erinnernden kleinen und sehr schmalen Fenstern lässt vermuten, dass es sich um eine frühere Wehrkirche handelt. Auf dem Kirchplatz vor der Wallfahrtskirche erinnert ein Gedenkstein an die erste urkundliche Erwähnung Küblingens im Jahre 966.

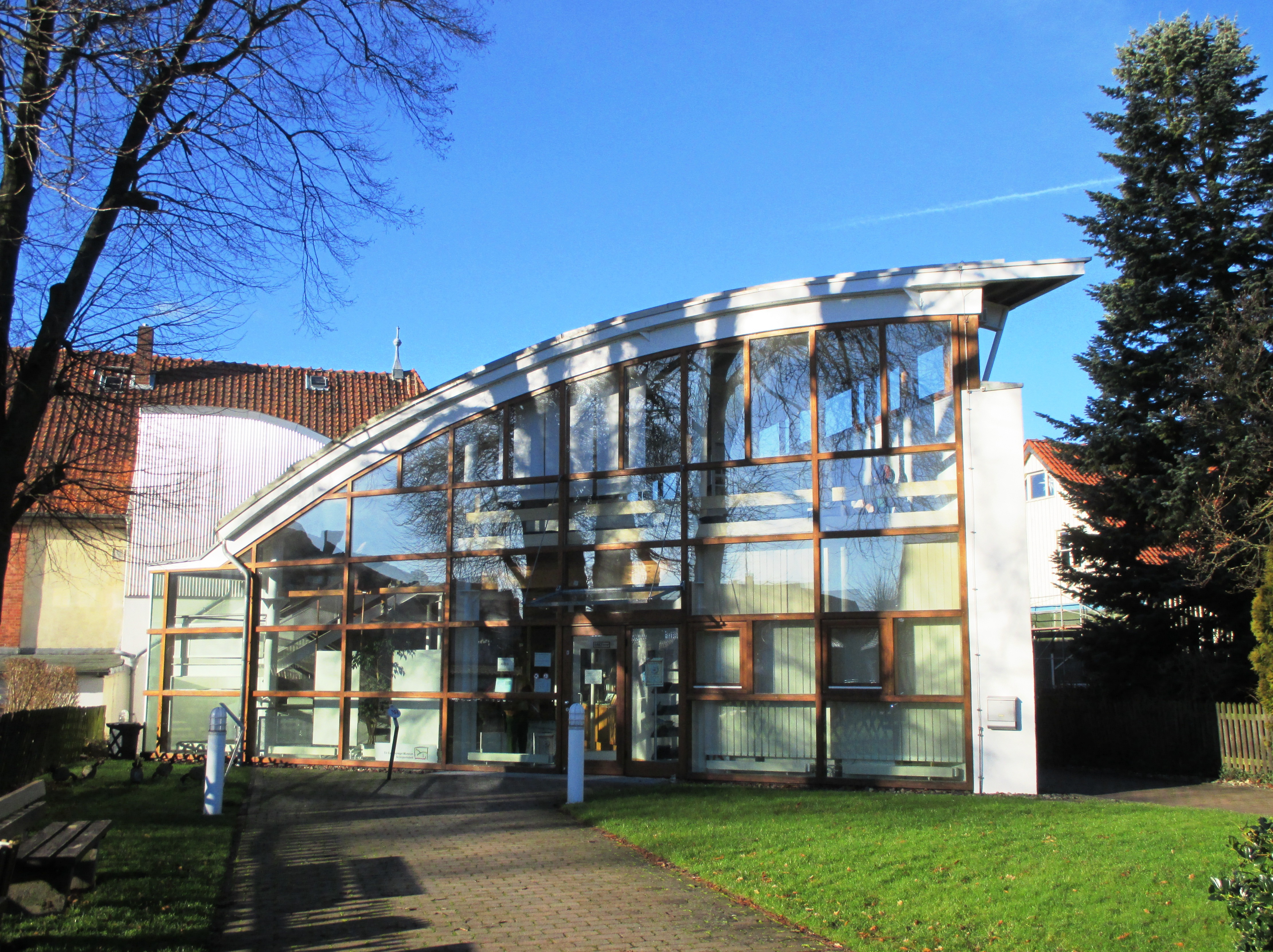
Till-Eulenspiegel-Museum
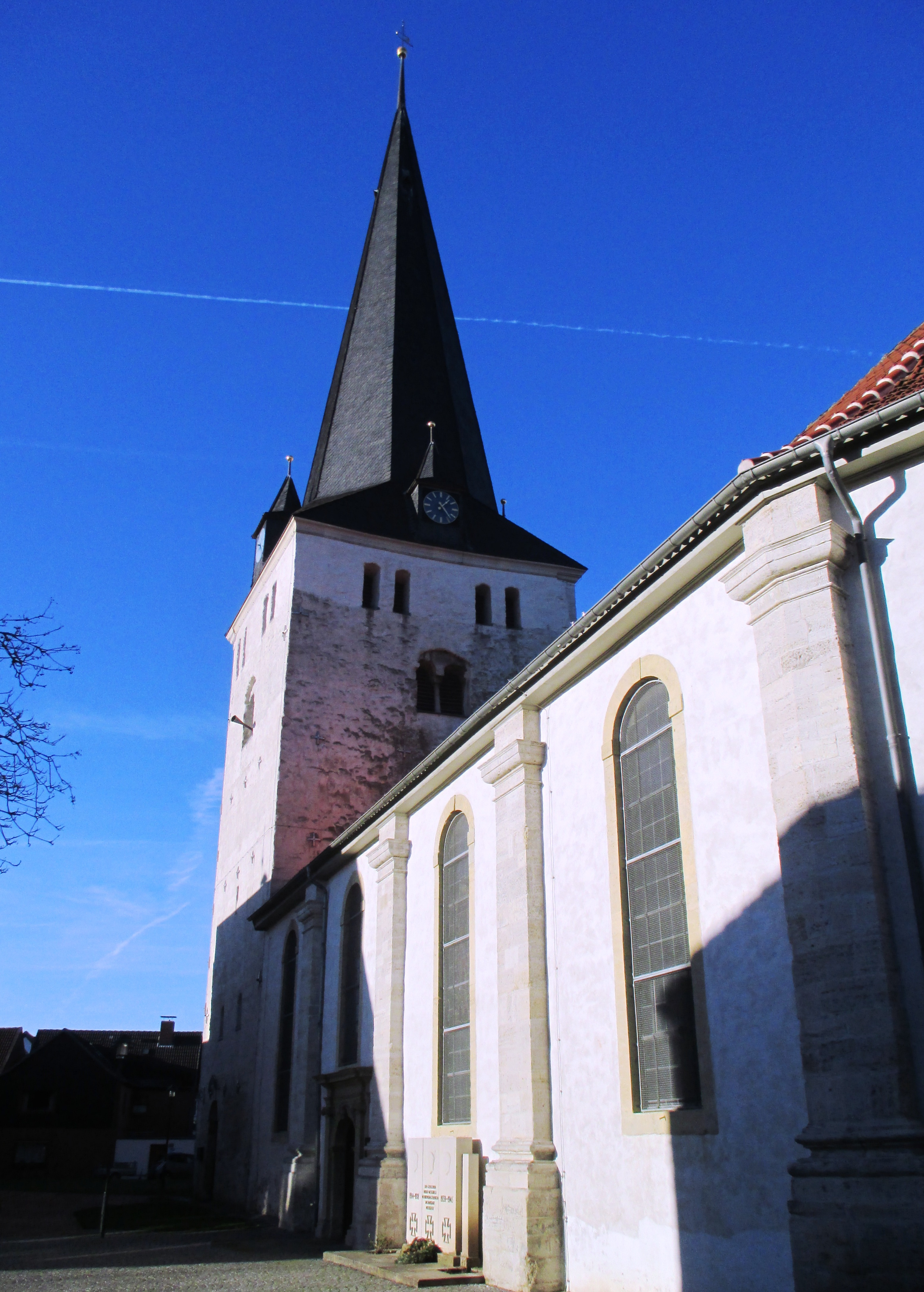
St.-Stephanus-Kirche
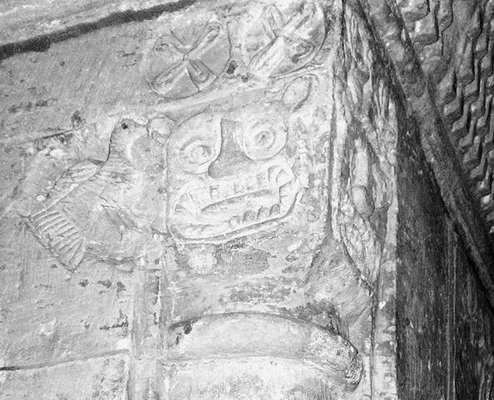
St. Stephanus: Heidnische Säule
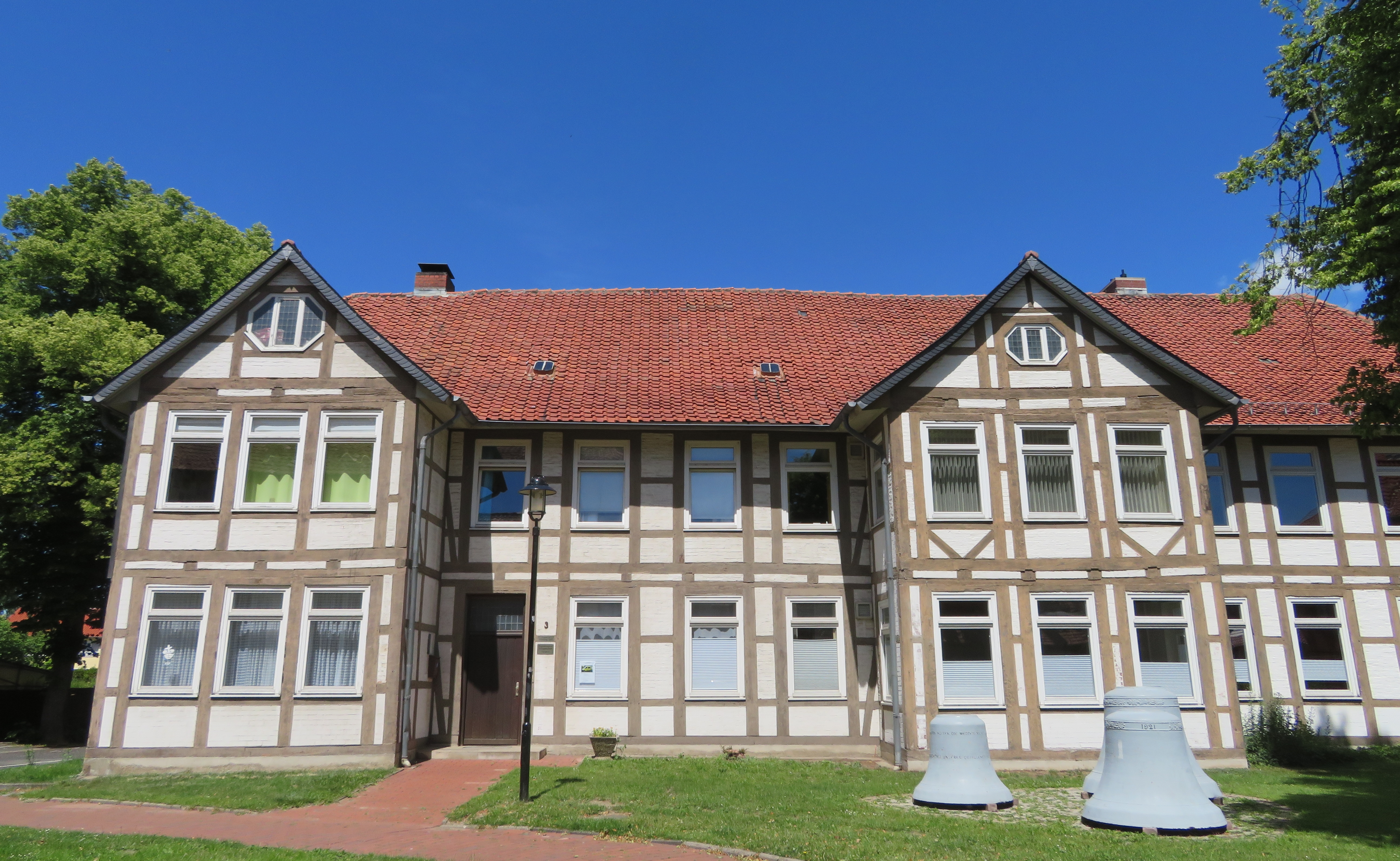
Gemeindehaus und Kriegerdenkmal
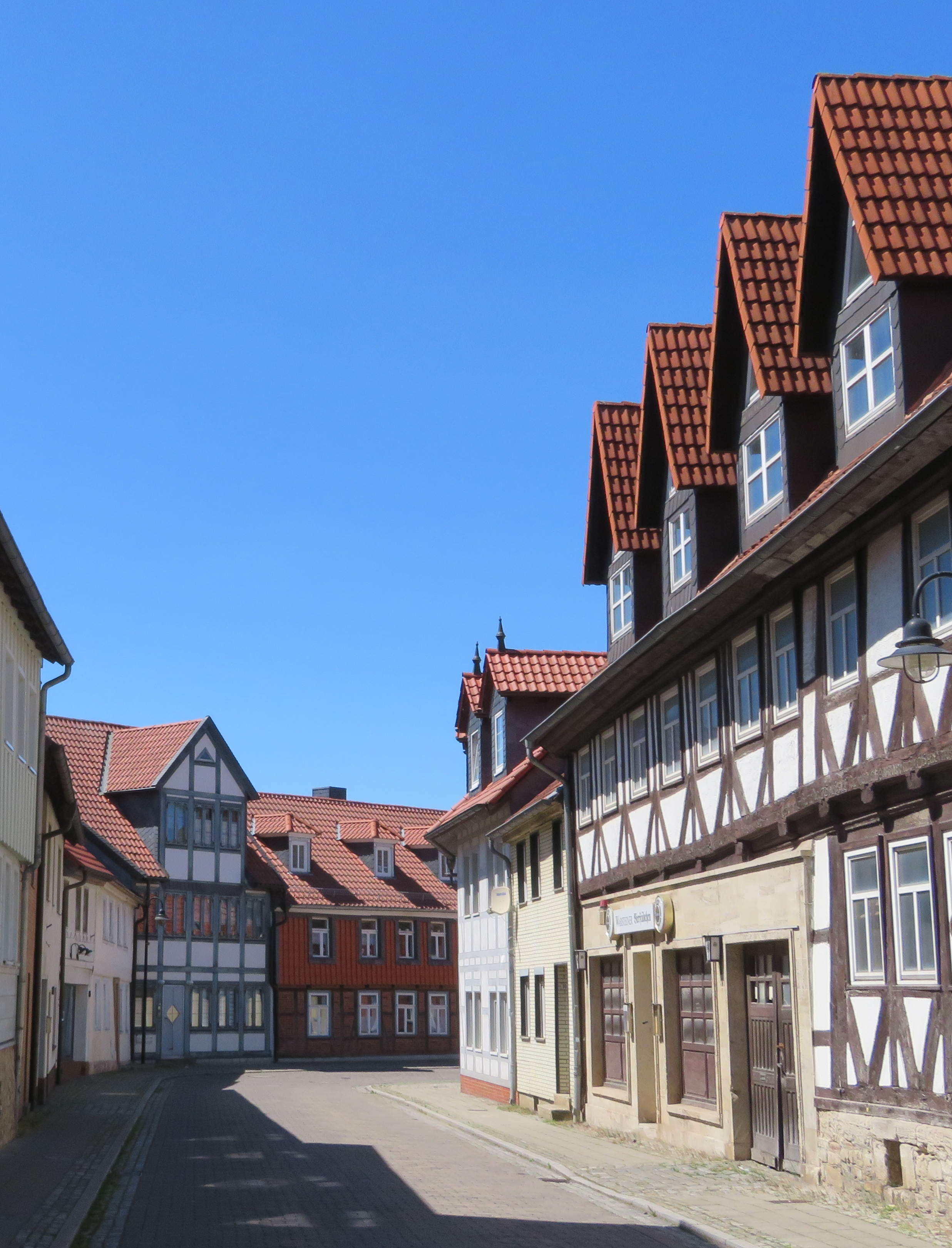
Braunschweiger Straße
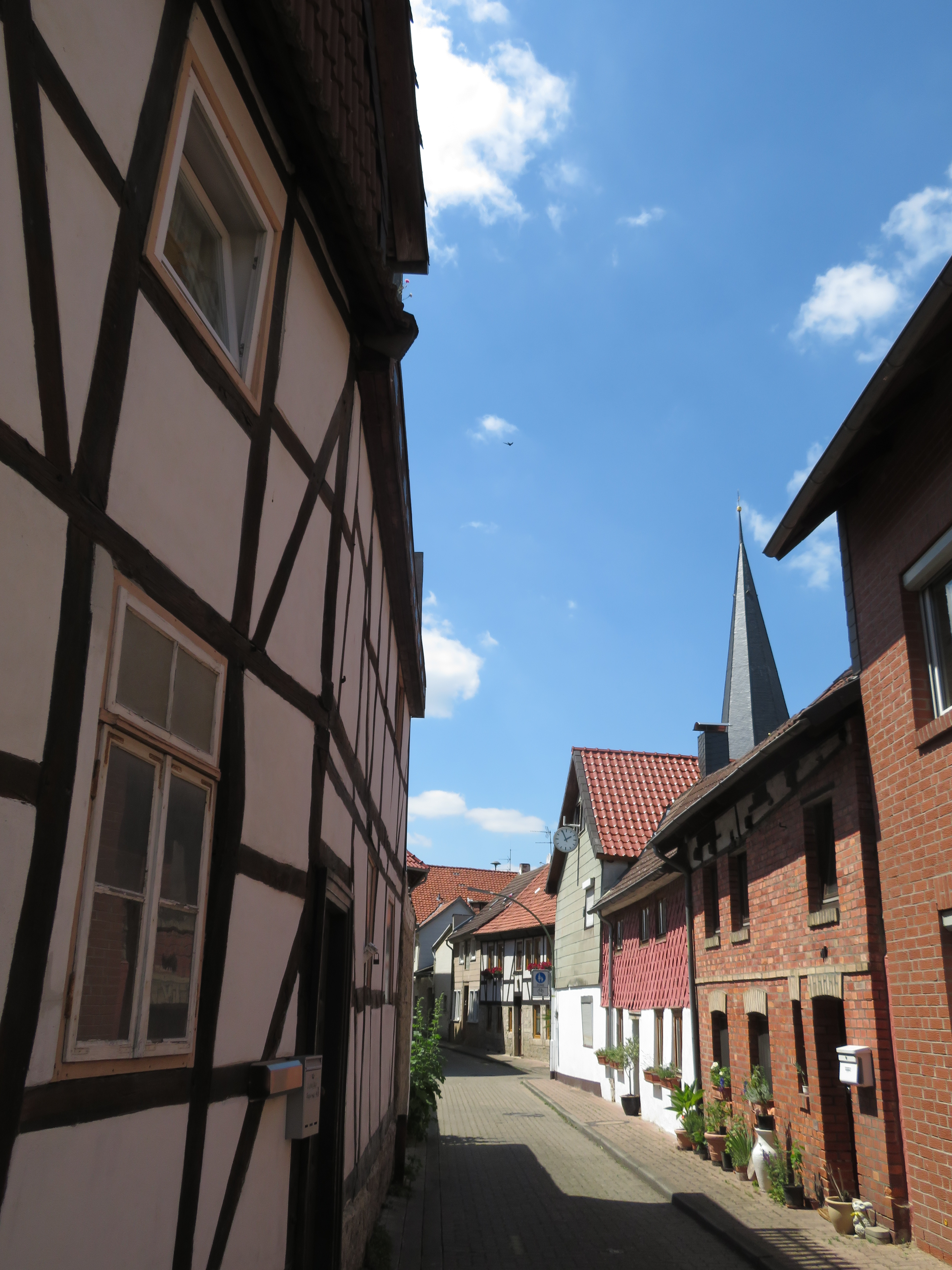
Hinterstraße
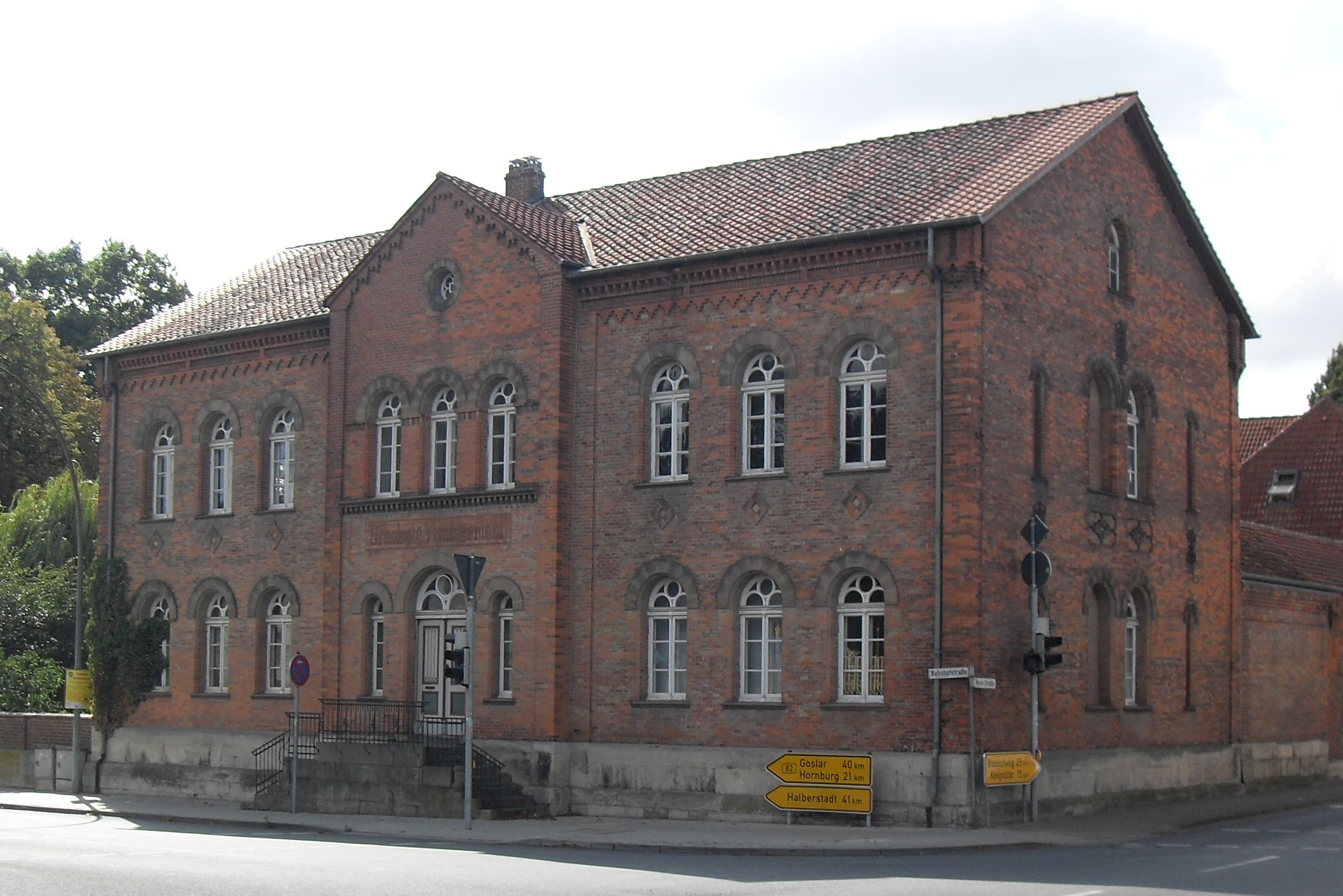
Amtsgericht Schöppenstedt
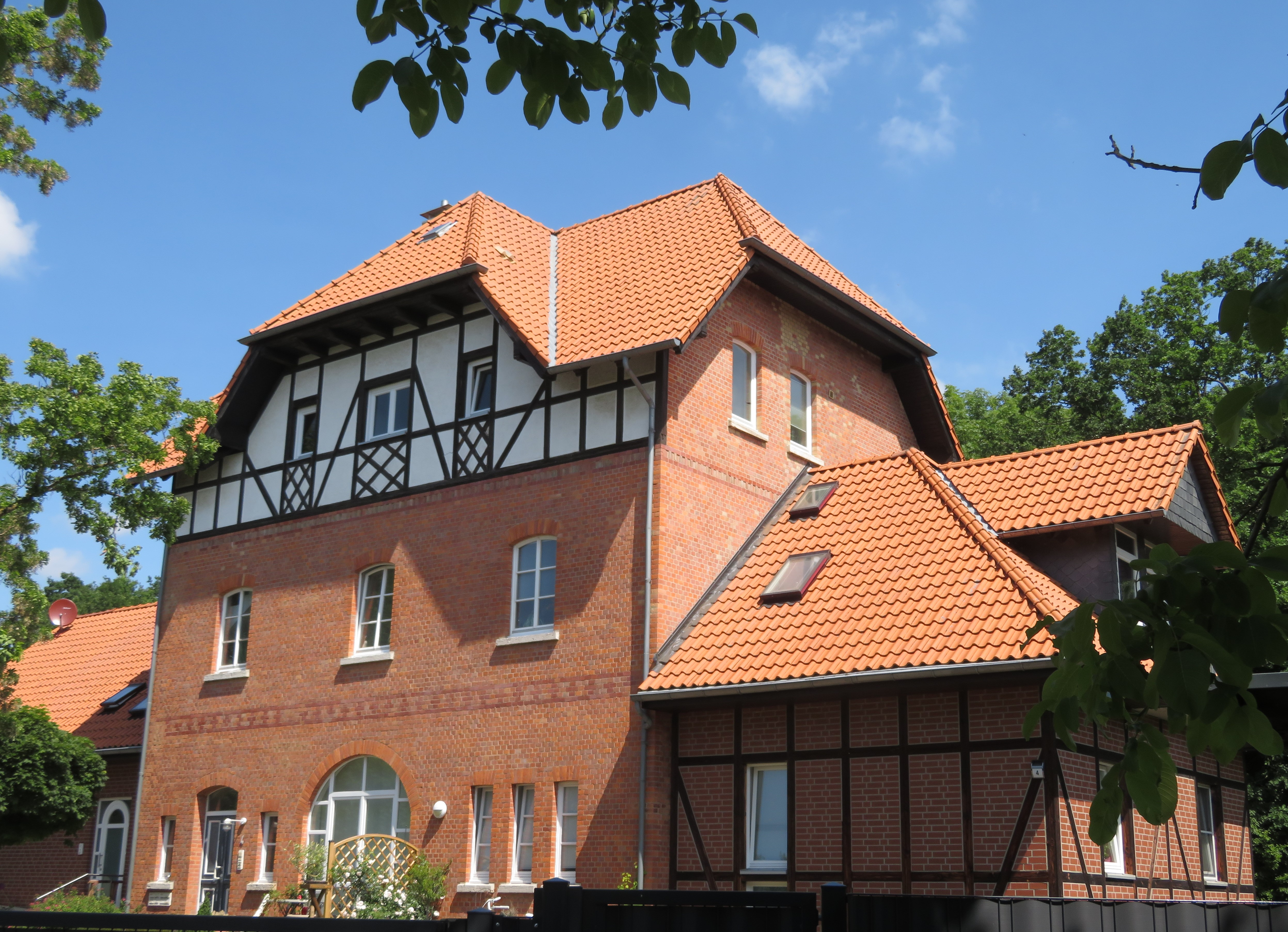
Ehem. Bahnhof Schöppenstedt Nord
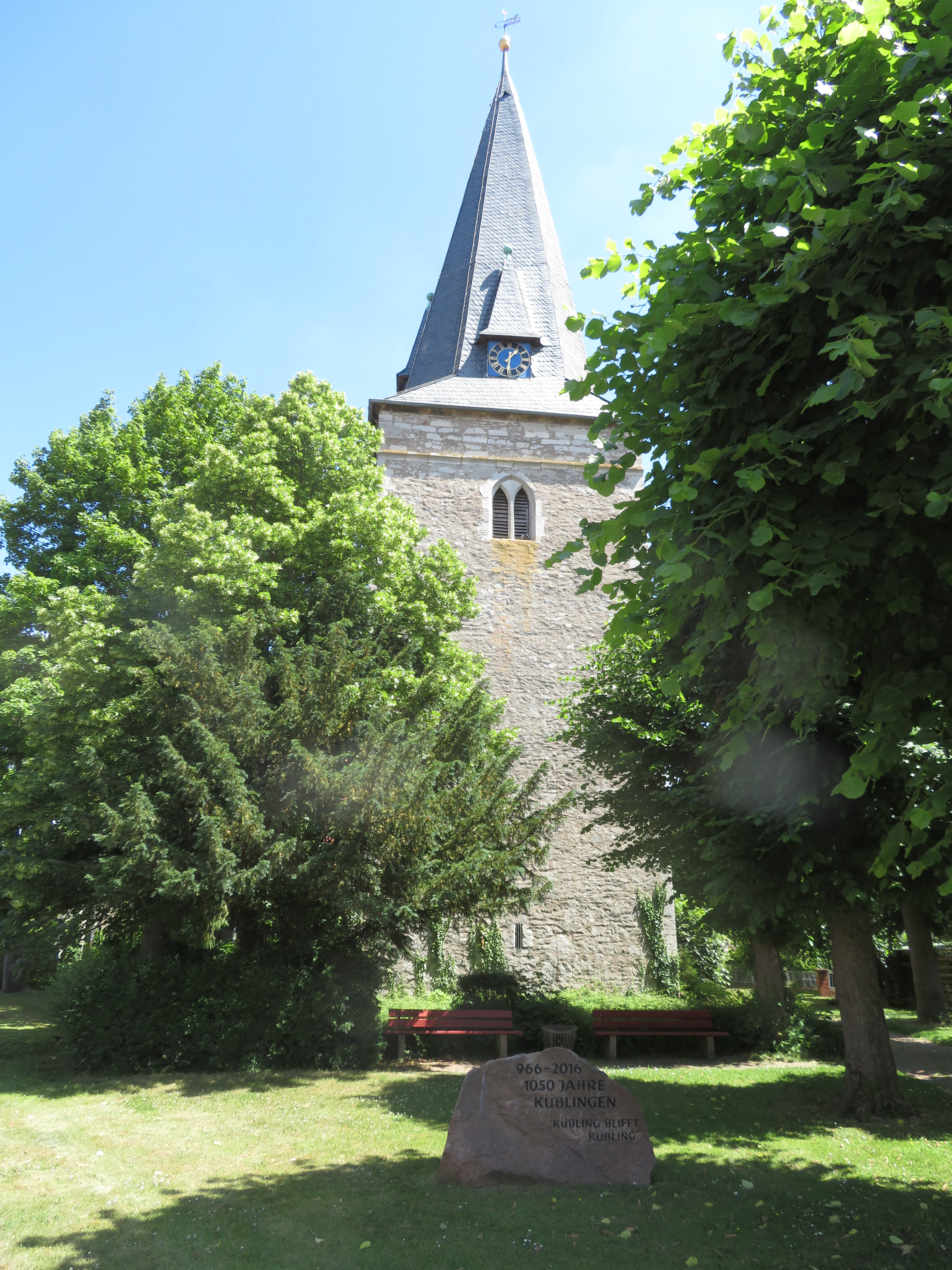
Wallfahrtskirche St. Marien

### Regelmäßige Veranstaltungen
Zwischen Schöppenstedt und Königslutter findet seit dem Jahr 1866 das traditionelle Elm-Bergturnfest am Tetzelstein statt, ein jährlich organisiertes Bergsportfest, das zweitälteste in Deutschland.

## Verkehr

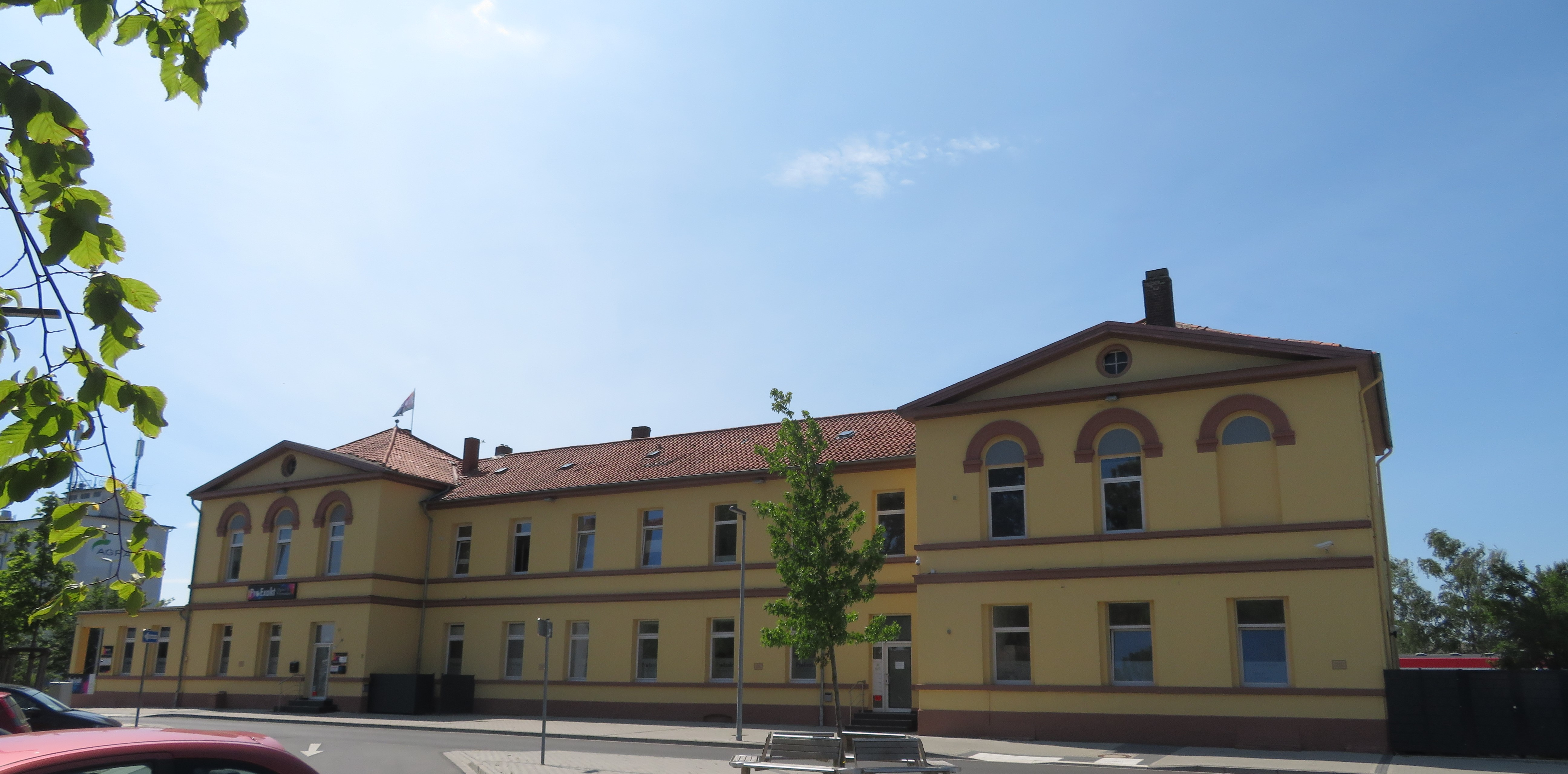
Das denkmalgeschützte ehemalige Empfangsgebäude des Bahnhofs Schöppenstedt 2022

Der Bahnhof Schöppenstedt bietet eine stündliche Verbindung nach Braunschweig und Wolfenbüttel. Seit der Einstellung des Zugverkehrs Richtung Helmstedt im Jahr 2007 ist von der einstigen Bahnstrecke Wolfenbüttel–Jerxheim nur noch der Abschnitt über Wolfenbüttel nach Braunschweig in Betrieb, auf dem stündlich ein Zug pro Richtung verkehrt. Seit einer Modernisierung der Bahnanlagen zwischen 2017 und 2019 befindet sich hier ein Zentraler Omnibusbahnhof.
Der ehemalige Bahnhof Schöppenstedt Nord an der stillgelegten Braunschweig-Schöninger Eisenbahn ist im Norden der Stadt in der Straße „Am Nordbahnhof“ erhalten und dient heute ausschließlich Wohnzwecken.

## Persönlichkeiten
- Carl Schuler von Senden (1752–1833), hessischer Minister und Präsident des Oberappellationsgericht Kassel
- Friedrich Schuler von Senden (1753–1827), preußischer General der Infanterie
- Karl Wilhelm Ferdinand von Funck (1761–1828), sächsischer General und Historiker
- Ludwig Adolf Heinrich von Strümpell (1812–1899), bisher einziger Ehrenbürger der Stadt Schöppenstedt, einer der Wegbereiter der Sonderschulpädagogik
- Adolf Nickol, geboren als Adolf Nickel (1824–1905), Kunstmaler und Professor am Collegium Carolinum in Braunschweig
- Georg Stölting (1836–1901) war ein deutscher Schul- und Seminardirektor in Wolfenbüttel und Rektor in der Bürgerschule von Calvörde
- Erich Böhme (1863–1943), im Ortsteil Sambleben geborener Offizier, Generalleutnant
- Karl Gebensleben (1871–1936), Ingenieur, Stadtbaurat und Stadtrat in Braunschweig
- Erich Leimkugel (1877–1947), Stifter des Till-Eulenspiegel-Museum Schöppenstedt, Apotheker, Ballonfahrer, Politiker
- Otto Grahe (1887–1963), Architekt
- Werner Oehlmann (1901–1985), Musikkritiker, Musikpädagoge und Autor
- Otto Buhbe (1903–1993), Landwirt, Synodaler und über 27 Jahre Ratsherr
- Helmuth Bosse (1929–1995), Mitglied des Niedersächsischen Landtages (SPD)
- Karl-Heinz Mühe (* 1949), Mitglied des Niedersächsischen Landtages (SPD) und Bürgermeister von Schöppenstedt